# East Nottingham Township
East Nottingham Township est un township, situé au sud-ouest de la partie centrale du comté de Chester, aux États-Unis,. En 2010, il comptait une population de 8 650 habitants.

## Démographie
Lors du recensement de 2010, le township comptait une population de 8 650 habitants. Elle est également estimée, en 2016, à 8 962 habitants.

### Source de la traduction
- (en) Cet article est partiellement ou en totalité issu de l’article de Wikipédia en anglais intitulé « East Nottingham Township, Chester County, Pennsylvania » (voir la liste des auteurs).